# Buformina
La buformina es un medicamento antidiabético de aplicación oral del tipo biguánido, utilizada como tratamiento de la diabetes mellitus tipo 2, también conocida como diabetes no insulinodependiente, y retirada del mercado en la mayoría de los países por razón de sus efectos colaterales, especialmente por el riesgo de producir acidosis láctica. Aún sigue siendo comercializada en España, contraindicada en presencia de insuficiencia renal, hepática y cardiaca. En países donde no ha sido legalmente retirada del mercado, su uso ha disminuido drásticamente.